# ウンゼンツツジ
ウンゼンツツジ (雲仙躑躅) Rhododendron serpyllifolium は、ツツジ属の植物。ピンクの花を付けるが、花や葉がごく小さい。雲仙岳には自生しないにも関わらずこの品種に「雲仙」が冠されている一方で、雲仙岳に自生するミヤマキリシマのことを雲仙の所在する長崎・島原では「ウンゼンツツジ」と呼称しており、また和歌山県では本種をコメツツジと呼ぶので紛らわしい。

## 特徴
よく枝を出す半常緑性の低木。高さは0.8-1.5mになり、若枝や葉柄には伏した扁平な剛毛を密生する。この毛は次第に黒ずんで数年間は残存する。
葉柄は0.5-1mm。春の葉と夏の葉で多少の差があるが、顕著ではない。春の葉は長楕円形から狭楕円形で長さ5-10mm、幅2-4mm。先端は丸く、基部は細まる。これに対して夏に出る葉は長楕円形、倒披針形から倒卵形と先端側で幅広い形を取り、長さ3-8mm、幅2-3mmで、先端は丸いが腺状の突起は目立つ。葉の表や縁には長い毛をまばらに出し、裏面では主脈の上に伏した毛がまばらに生える。春の葉はよく伸びた枝の周りに間隔を置いて互生するのに対して、夏の葉は短い枝の先端に集中して付き、翌年まで残る。
花は4-5月に咲く。花芽は短い枝の先端に1つ付き、その中に花を1つだけ含む。萼は小さな皿状、縁は浅く5裂し、長い毛がある。花柄は長さ1mm、長い毛が多い。花冠は広い漏斗形で半ばまで5裂し、径1.3-1.5cm。色は淡紅紫色で、上面内側に濃い斑紋がある。雄蕊は5本、花糸の下半分に白い短い毛が多い。雄蕊は花冠より長く、前に突き出る。雌蕊は更に長く(17-20mm)、雄蘂より前に出る。果実は卵状長楕円形で長さ5mm、褐色の毛が多く生える。

## 名前について
本種の名は長崎県の雲仙岳に由来するとされる。この名が使われるようになったのは明治半ばである。それ以前、江戸末期にはコメツツジと呼ばれていたという。ところが、雲仙岳には本種は分布しない。他方、雲仙岳には美しいツツジがあり、これを島原藩はウンゼンツツジと呼んで保護してきた。この種はその後長崎県の県花に指定された。しかし、この種を牧野富太郎はミヤマキリシマ R. kiusianum の名で新種記載してしまった。これが標準和名となったため、現在では長崎県の県花は「ウンゼンツツジ（ミヤマキリシマ）」と併記する形で表示されている。牧野はこの点について、雲仙岳に産しない点を指摘しながらも「古くから用いられた名なので改めない」としている。
更に厄介なことに、本種は和歌山県では江戸時代と同様に今も「コメツツジ」と呼ばれているのであるが、この和名はまた別の種である コメツツジ R. tsconoskii の標準和名として使われている。しかし本種を村の花に指定していた龍神村（現・田辺市）では本種の名をコメツツジと表示してきた。

## 分布と生育環境
基本変種に限れば本州では伊豆半島と紀伊半島、四国南部、九州の大隅半島にのみ分布する。後述の変種を含めればより北に広い分布域となる。
林縁や岩場に生える。繁殖力は強く、またパイオニア的な側面もあり、和歌山県では新しく作られた林道などでもすぐに本種が道脇や岩の上などに生えてくる。

## 下位分類
白花品があり、シロウンゼン f. album Yamazaki と呼ばれる。
それとは別に、以下の変種が知られる。
- var. albiflorum Makino　シロバナウンゼン

春の葉は長さ8-20mm、幅4-10mmと一回り大きく、長楕円形で先が尖る。花冠は白で上側の内面に紅色の斑紋がある。近畿地方、中国地方、四国北部にある。本種の薄片種とされることもあるが、形態的に異なり、花がなくても区別出来る。

## 利用
古くから観賞用に栽培されてきた。明治頃には園芸品種として白雲仙、浅黄雲仙などの名があったとのこと。樹姿を愛でて盆栽としても栽培される。ブームとなって和歌山県で大量に採取され、全国に出回ったこともあるという。